# Cacia ochreosignata
Cacia ochreosignata är en skalbaggsart som beskrevs av Stefan von Breuning 1938. Cacia ochreosignata ingår i släktet Cacia och familjen långhorningar. Inga underarter finns listade.